# Jyllands Park Zoo
Jyllands Park Zoo er en zoologisk have få hundrede m vest for Haunstrup Brunkulslejer vest for Herning. Parken indeholder over 500 dyr og har desuden en række forlystelser som karrusel. Parken henvender sig særligt til børn.
Blandt parkens dyr tæller bl.a. løver og giraffer. I juni 2014 fik parken to nye løvinder.